# Taça de Portugal de Hóquei em Patins Feminino de 2009–10
A Taça de Portugal de Hóquei em Patins Feminino de 2009–10, foi a 18ª edição da Taça de Portugal, ganha pela Fundação Nortecoope (5º título).

## Final
A final four foi disputada a 25 de Julho de 2010.
|                   | Resultado |                     |
| ----------------- | --------- | ------------------- |
| GDR "Os Lobinhos" | 5 – 6     | Fundação Nortecoope |

## Meias-finais
As partidas foram disputadas a 4 de Julho de 2010.
|                     | Resultado |              |
| ------------------- | --------- | ------------ |
| Fundação Nortecoope | 12 – 2    | HC Turquel   |
| GDR "Os Lobinhos"   | 4 – 3     | CH Carvalhos |

## Quartos de final
As partidas foram disputadas a 10 de Junho de 2010.
|                     | Resultado |                    |
| ------------------- | --------- | ------------------ |
| CH Carvalhos        | 3 – 2     | GD Sesimbra        |
| GDR "Os Lobinhos"   | 5 – 4     | HC Mealhada        |
| Fundação Nortecoope | 6 – 2     | ACD Vila Boa Bispo |
| HC Turquel          | 5 – 3     | UDC Nafarros       |

## 2ª Eliminatória Zona Norte
As partidas foram disputadas a 13 de Março de 2010. Isentos: CH Carvalhos e Fundação Nortecoope
|             | Resultado |                    |
| ----------- | --------- | ------------------ |
| HC Mealhada | 7 – 0     | ACR Gulpilhares    |
| AF Arazede  | 2 – 3     | ACD Vila Boa Bispo |

## 2ª Eliminatória Zona Sul
As partidas foram disputadas a 13 de Março de 2010. Isentos: HC Turquel e GD Sesimbra
|                 | Resultado |                   |
| --------------- | --------- | ----------------- |
| Roller Lagos CP | 2 – 7     | GDR "Os Lobinhos" |
| UDC Nafarros    | 6 – 4     | FC Alverca        |

## 1ª Eliminatória Zona Norte
A 1ª partida foi disputada a 10 de Janeiro de 2010 é as restantes a 9 de Janeiro de 2010. Isentos: AF Arazede e ACR Gulpilhares
|                     | Resultado |                    |
| ------------------- | --------- | ------------------ |
| Ass. Acad. Coimbra  | 2 – 3     | ACD Vila Boa Bispo |
| HC Mealhada         | 6 – 1     | HC Marco           |
| Fundação Nortecoope | 5 – 1     | GD Fânzeres        |
| AD Sanjoanense      | 3 – 4     | CH Carvalhos       |

## 1ª Eliminatória Zona Sul
As partidas foram disputadas a 9 de Janeiro de 2010. Isento: UDC Nafarros Desistiu: HC Portimão
|                   | Resultado                 |                 |
| ----------------- | ------------------------- | --------------- |
| AC Tojal          | 2 – 6                     | FC Alverca      |
| Roller Lagos CP   | 2 – 2, 3 – 2 Golo de Ouro | Ext. São Filipe |
| GDR "Os Lobinhos" | 4 – 4, 5 – 4 Golo de Ouro | CD Boliqueime   |
| SC Tomar          | 0 – 13                    | HC Turquel      |